# Amphoritheca longicollis
Amphoritheca longicollis là một loài Rêu trong họ Funariaceae. Loài này được (Mitt.) A. Jaeger mô tả khoa học đầu tiên năm 1874.